# Coelichneumon eximiops
Coelichneumon eximiops là một loài tò vò trong họ Ichneumonidae.